# Nickelodeon Kids’ Choice Awards 2002

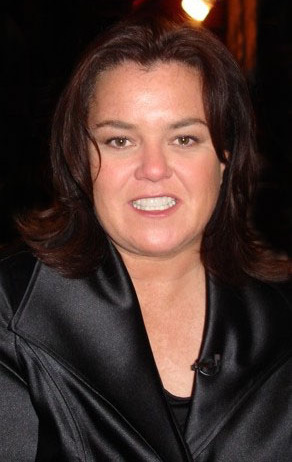
Moderatorin Rosie O’Donnell (2006)

Die Nickelodeon Kids’ Choice Awards 2002 (KCA) fanden am 20. April 2002 im Barker Hangar auf dem Gelände des Santa Monica Municipal Airports in Santa Monica statt. Es war die 15. US-amerikanische Preisverleihung der Blimps. Dies sind orangefarbene, zeppelinförmige Trophäen mit dem Logo des Senders Nickelodeon, die in 20 Kategorien vergeben wurden. Darüber hinaus erhielt Janet Jackson den silberfarbenen Wannabe Award und Jessica Alba teilte sich mit Steve Irwin den Burp Award für den besten Rülpser. Moderatorin der Verleihung war die Schauspielerin Rosie O’Donnell, die diese Aufgabe damit zum sechsten Mal in Folge übernahm, nachdem sie bereits 1996 Whitney Houston in Einspielern assistierte.

## Live-Auftritte
Zu Beginn sang Pink ihren Song Get the Party Started. Usher präsentierte seinen Titel U Don’t Have to Call und die Band B2K sang Uh Huh.

## Schleimduschen
Zur Belustigung erhalten jedes Jahr einige Prominente eine grüne Schleimdusche. Nickelodeon versteht dies als höchste Würdigung. Diese besondere Ehre wurde dem Schauspieler Adam Sandler sowie der Sängerin Pink zuteil, wobei für die Sängerin pinker Schleim verwendet wurde. Zudem sprang Dave Mirra mit einem BMX über eine Rampe in einen Tank, der mit rund 19.000 Litern Schleim gefüllt war.

## Kategorien
In 20 Kategorien wurde im Vorfeld abgestimmt. Darüber hinaus wurde der Burp Award für den besten Rülpser vergeben. In dieser Kategorie konnte während der Sendung live über nick.com abgestimmt werden. Nachdem das Publikum zwischen den beiden Finalisten dieser Onlinebefragung nicht entscheiden konnte, teilten sich Jessica Alba und Steve Irwin den Sieg. Nicht zur Abstimmung stand der silberne Wannabe Award, der Janet Jackson verliehen wurde. Dieser Preis wurde von 2001 bis 2008 dem Idol verliehen, das Kinder gerne selbst wären.
Die Gewinner sind fett angegeben.

### Fernsehen
| - Lizzie McGuire - Buffy – Im Bann der Dämonen - Eine himmlische Familie - Friends - Die Simpsons - Hey Arnold! - Rugrats - Scooby-Doo | - Amanda Bynes – The Amanda Show - Hilary Duff – Lizzie McGuire - Jennifer Aniston – Friends - Melissa Joan Hart – Sabrina – Total Verhext! - Nick Cannon – The Nick Cannon Show - Frankie Muniz – Malcolm mittendrin - Matt LeBlanc – Friends - Matthew Perry – Friends |

### Film
| - Rush Hour 2 - Dr. Dolittle 2 - Harry Potter und der Stein der Weisen - Shrek – Der tollkühne Held - Jennifer Lopez – Wedding Planner – Verliebt, verlobt, verplant - Julie Andrews – Plötzlich Prinzessin - Raven-Symoné Pearman – Dr. Dolittle 2 - Reese Witherspoon – Natürlich blond - Chris Tucker – Rush Hour 2 - Brendan Fraser – Die Mumie kehrt zurück - Eddie Murphy – Dr. Dolittle 2 - Jackie Chan – Rush Hour 2 | - Eddie Murphy – Shrek – Der tollkühne Held als Esel - Billy Crystal – Die Monster AG als Buh - Cameron Diaz – Shrek – Der tollkühne Held als Fiona - Mike Myers – Shrek – Der tollkühne Held als Shrek - Sarah Michelle Gellar – Buffy – Im Bann der Dämonen - Angelina Jolie – Lara Croft: Tomb Raider - Jessica Alba – Dark Angel - Zhang Ziyi – Rush Hour 2 - Jackie Chan – Rush Hour 2 - Antonio Banderas – Spy Kids - Chris Tucker – Rush Hour 2 - Elijah Wood – Der Herr der Ringe: Die Gefährten |

### Musik
| - Baha Men - Creed - Smash Mouth - Sugar Ray - Destiny’s Child - Backstreet Boys - Dream - *NSYNC - Get the Party Started – Pink - Don’t Let Me Be the Last to Know – Britney Spears - I’m a Believer – Smash Mouth - Pop – *NSYNC | - Pink - Janet Jackson - Jennifer Lopez - Britney Spears - Usher - Aaron Carter - Lil’ Bow Wow - Lil’ Romeo |

### Sport
| - Michelle Kwan - Mia Hamm - Serena Williams - Venus Williams - Michael Jordan - Kobe Bryant - Shaquille O’Neal - Tiger Woods | - Los Angeles Lakers - Arizona Diamondbacks - New York Yankees - San Francisco 49ers |

### Andere
| - Mario Kart: Super Circuit - Backyard Baseball - Crash Bandicoot: The Wrath of Cortex - Harry Potter und der Stein der Weisen (Spiel zum Film) - Harry Potter – Joanne K. Rowling - Atlantis – Das Geheimnis der verlorenen Stadt – (Buch zum Film) - Hühnersuppe für die Seele – Chicken Soup for the Soul – u. a. Jack Canfield - Shrek! – William Steig | - Jessica Alba und Steve Irwin - Alexa Vega - B2K - Bobby Gonzalez - Rick Carey - Rick Fox - Lil’ Romeo - Tony Hawk - Usher - Janet Jackson |